# Пунам Ахлувалия
Пунам Ахлувалия (англ. Poonam Ahluwalia) — социальный предприниматель, основатель и директор международной некоммерческой организации «Молодёжное предпринимательство и устойчивое развитие» (англ. Youth Entrepreneurship and Sustainability, YES), основанной в Кембриджском колледже (англ. Cambridge College), и организации продвижения молодёжного предпринимательства YouthTrade на основе Babson College в Уэлсли, штат Массачусетс.

## Ранние годы
Пунам Ахлувалия родилась 14 февраля 1957 года в Джайпуре, Индия, и выросла в богатой семье. Родители предложили ей выйти замуж и завести семью, но она желала сделать карьеру. После того, как она окончила школу, Ахлувалия учила детей гигиене в небольших школах и районах Индии.

## Ранняя карьера
После получения степени магистра в области политологии Раджастханском университете в Джайпуре, Ахлувалия работала менеджером по маркетингу в сети пиццерий «Пицца Кинг», параллельно продолжая свою деятельность против бедности.
Ахлувалия переехала в Соединённые Штаты Америки в 1985 году и предоставляла бытовые услуги в Бруклине, чтобы заплатить за своё обучение в Бостонском университете, который она закончила в 1989 году со степенью магистра в области массовых коммуникаций.
Ахлувалия начала работать в Проекте «Голод» в 1984 году. Она заинтересовалась проектом, когда познакомилась с его основателем Вернером Эрхадом во время визита Экхарда в Индию для запуска проекта, и продолжает быть членом проекта до сих пор. Около трёх-четырёх лет она помогала привлечь более $ 100 000 в год в рамках ежегодных кампаний по сбору средств.
К концу 1980-х Ахлувалиа также начала работать в программе Welfare-to-Work при содействии администрации губернатора Массачусетса Майкла С. Дукакиса.
В 1997 году Ахлувалия начала работать с Центром развития образования (англ. Education Development Center, EDC), основанном в Ньютоне, штат Массачусетс. При финансовой поддержке Агентства США по международному развитию она смогла создать семинары с целью содействия глобальному обучению, здоровью и образованию. В сотрудничестве с EDC, Ахлувалия проводила семинары в Перу, Индии и Намибии. Во время семинаров Пунам стало известно о проблеме безработицы среди молодежи на основе обратной связи, полученной непосредственно от участников семинаров. С помощью этой обратной связи, Ахлувалия в 1998 году основала организацию «Молодёжное предпринимательство и устойчивое развитие» (англ. Youth Entrepreneurship and Sustainability, YES).

## YouthTrade
В 2012 году Ахлувалия основала и запустила YouthTrade, организацию, направленную на поощрение предпринимательства и борьбы с безработицей, где совместно работают социально ответственные ретейлеры премиум-класса и молодые предприниматели. Сертифицированные YouthTrade предприниматели получили доступ к полкам в магазинах по всей территории США, участвуя в выставках YouthTrade.
В июне 2013 года Пунам дали премию газеты India New England «Женщина года-2013» (англ. Woman of The Year 2013) в знак признания её работы на пути к прекращению безработицы среди молодежи. 19 октября 2013 года, Ахлувалия выступила с основным докладом на 7-м ежегодном форуме для социального предпринимательства. В ноябре 2013 года она участвовала в работе Всемирного экономического форума 2013 в Абу-Даби, в работе Совета по глобальный безработице молодежи.

## Семья
Ахлувалия в настоящее время проживает в городе Лексингтон, штат Массачусетс с мужем и двумя детьми.